# Malietoa Laupepa
Susuga Malietoa Laupepa, né en 1841 et mort le 22 août 1898, est un chef traditionnel samoan.

## Biographie
Malietoa Laupepa est né en 1841 à Sapapali'i, sur l'île de Savai'i aux Samoa. Il est le fils de Malietoa Moli et Fa’alaituio Fuatino Su’a. 
Roi de 1875 à 1887, il doit lutter contre le roi Tupua (1887). Il succède à son frère aîné, Malietoa Talavou Tonumaipe’a, au titre de tama 'aiga en 1880. En 1889, à la suite du traité de Berlin, il est choisi par les Anglais, les Américains et les Allemands pour reprendre le pouvoir et redevenir l'ali'i sili (roi) de l'archipel des Samoa. Avec l'appui des États-Unis, il obtient l'indépendance des Samoa.
Il meurt à Savai'i le 22 août 1898. Son fils Malietoa Tanumafili Ier lui succède au titre de tama 'aiga.
Jules Verne le mentionne dans son roman L'Île à hélice (partie 2, chapitre II). 